# Liste der Nummer-eins-Hits in Belgien (1975)
Diese Liste enthält alle Nummer-eins-Hits in Belgien im Jahr 1975. Es gab in diesem Jahr 24 Nummer-eins-Singles.
| Singles |
| --- |
| - Mud – Lonely This Christmas - 4 Wochen (28. Dezember 1974 – 24. Januar 1975) - The Rubettes – Juke Box Jive - 2 Wochen (25. Januar – 7. Februar) - Billy Swan – I Can Help - 4 Wochen (8. Februar – 7. März) - Joey Dyser – 100 Years - 1 Woche (8. März – 14. März, insgesamt 2 Wochen) - Status Quo – Down Down - 1 Woche (15. März – 21. März) - Shirley & Company – Shame Shame Shame - 1 Woche (22. März – 28. März, insgesamt 3 Wochen) - Joey Dyser – 100 Years - 1 Woche (29. März – 4. April, insgesamt 2 Wochen) - Shirley & Company – Shame Shame Shame - 2 Wochen (5. April – 18. April, insgesamt 3 Wochen) - Johnny & Orquesta Rodrigues – Hey mal yo - 2 Wochen (19. April – 2. Mai) - George Baker Selection – Paloma Blanca - 5 Wochen (3. Mai – 6. Juni) - Roger Glover & Guests – Love Is All - 3 Wochen (7. Juni – 27. Juni) - Jim Gilstrap – Swing Your Daddy - 1 Woche (28. Juni – 4. Juli) - Barry & Eileen – If You Go - 2 Wochen (5. Juli – 18. Juli) - ABBA – SOS - 2 Wochen (19. Juli – 1. August) - Tammy Wynette – Stand by Your Man - 3 Wochen (2. August – 22. August) - Kamahl – The Elephant Song - 2 Wochen (23. August – 5. September, insgesamt 4 Wochen) - Shabby Tiger – Slow Down - 1 Woche (6. September – 12. September) - Kamahl – The Elephant Song - 2 Wochen (13. September – 26. September, insgesamt 4 Wochen) - Brotherhood of Man – Kiss Me Kiss Your Baby - 1 Woche (27. September – 3. Oktober, insgesamt 3 Wochen) - Rod Stewart – Sailing - 1 Woche (4. Oktober – 10. Oktober) - Brotherhood of Man – Kiss Me Kiss Your Baby - 2 Wochen (11. Oktober – 24. Oktober, insgesamt 3 Wochen) - Alexander Curly – Guus - 1 Woche (25. Oktober – 31. Oktober) - Glen Campbell – Rhinestone Cowboy - 1 Woche (1. November – 7. November) - Mud – L-L-Lucy - 2 Wochen (8. November – 21. November) - George Baker Selection – Morning Sky - 2 Wochen (22. November – 5. Dezember) - Dave – Dansez maintenant - 1 Woche (6. Dezember – 12. Dezember) - 5000 Volts – I’m on Fire - 2 Wochen (13. Dezember – 26. Dezember) - Penny McLean – Lady Bump - 2 Wochen (27. Dezember 1975 – 9. Januar 1976) |

Siehe auch: Nummer-eins-Hits 1975 in  Australien, Deutschland, Finnland, Frankreich, Irland, Italien, Japan, Kanada, Neuseeland, den Niederlanden, Norwegen, Österreich, Schweden, der Schweiz, Spanien, den Vereinigten Staaten und im Vereinigten Königreich.